# Gonomyia porrecta
Gonomyia porrecta är en tvåvingeart som beskrevs av Alexander 1978. Gonomyia porrecta ingår i släktet Gonomyia och familjen småharkrankar. Inga underarter finns listade i Catalogue of Life.